# Абельцев, Сергей Николаевич
Серге́й Никола́евич А́бельцев (род. 6 мая 1961, Люберцы, Московская область, РСФСР, СССР) — российский политический деятель. Депутат Государственной думы Российской Федерации I, II, IV, V созывов, четырежды избирался от политической партии ЛДПР, в Государственной думе входил во фракцию ЛДПР. В прошлом — член Высшего совета ЛДПР, «министр внутренних дел» теневого кабинета ЛДПР. Доктор юридических наук (2001). Приобрёл известность рядом экстравагантных, в том числе нецензурных, высказываний, а также процессом против сатирика Виктора Шендеровича, который назвал Абельцева «животным» и «йеху» и был оправдан судом.

## Биография
- Сергей Николаевич А́бельцев родился 6 мая 1961 года в городе Люберцы, Московская область.
- 1982 — Окончил Московское высшее общевойсковое командное училище им. Верховного Совета РСФСР.
- 1985 — После училища направлен для прохождения службы в Ленинградский военный округ. Там занимал должности командира взвода, командира разведывательной роты[3].
- 1990 — Заместитель председателя колхоза им. Ленина Люберецкого района Московской области.
- 1991 — Принимает участие в корпоративном конфликте по отъёму собственности у директора МП «Экоспан» Геннадия Кравченко[4]
- 1993 — Избран депутатом ГД РФ. Заместитель председателя фракции ЛДПР. Глава подкомитета по борьбе с преступностью и коррупцией, «министр безопасности» в «теневом правительстве» ЛДПР.
- 1995 — Переизбран депутатом ГД РФ. Заместитель председателя фракции ЛДПР, заместитель председателя Комитета по безопасности, член Комиссии Государственной думы по мандатным вопросам и вопросам депутатской этики.
- 1997 — Защитил диссертацию на соискание учёной степени кандидата юридических наук на тему «Корысть и насилие в тяжких преступлениях против личности».
- 1999 — Заместитель председателя комитета по безопасности Государственной Думы Федерального Собрания Российской Федерации.
- 2001 — Окончил факультет переподготовки и повышения квалификации Военной академии Генерального штаба ВС РФ и факультет криминологии и уголовно-исполнительного права Юридического института МВД РФ, защитил диссертацию на соискание учёной степени доктора юридических наук по теме «Криминалистический анализ насилия и профилактическая защита личности от преступных посягательств».
- 2003 — Избран депутатом ГД РФ по партийному списку ЛДПР.
- 2007 — Переизбран депутатом ГД РФ. Член Комитета ГД по безопасности.
- 2008 — Обвинён в организации нападения на правозащитников Людмилу Алексееву и Льва Пономарёва, после чего В. Шендерович в эфире называет его «животным» и «йеху». Подаёт на Шендеровича в суд.
- 2009 — Проиграл Шендеровичу процесс о «животном йеху».
- 2018 — В «теневом» правительстве ЛДПР назначен министром внутренних дел[5].
- 2024 — Был задержан по подозрению в мошенничестве в особо крупном размере (ч. 4 ст. 159 УК). Арест санкционирован 18 июля Замоскворецким судом Москвы[6].

## Законодательные инициативы и заявления

### В связи с арестом Евгения Адамова
После ареста в Швейцарии бывшего главы Министерства атомной энергетики России Евгения Адамова, выдачи которого добивались США, Абельцев в мае 2005 года потребовал, чтобы Госдума дала парламентское поручение спецслужбам «уничтожить коммерсанта-атомщика», с тем, чтобы он не мог выдать американцам государственные секреты.

### По комиссиям Евросоюза
15 марта 2006 года, выступая в Думе в связи со смертью в Гааге Слободана Милошевича, Абельцев предложил выслать из России все комиссии Евросоюза, которые инспектируют российские тюрьмы и СИЗО, и направить в суды Нидерландов и в Европейский суд по правам человека обращение с требованием начать судопроизводство против трибунала по бывшей Югославии.

### По проблеме «птичьего гриппа»
В марте 2006 года на пленарном заседании Государственной Думы, при обсуждении проблемы птичьего гриппа, Абельцев выдвинул идею об уничтожении всех летящих в Россию перелётных птиц силами ПВО. Он предложил направить более 4 миллиардов рублей, выделенные на вакцинацию птиц от вируса H5N1, в Минобороны для проведения учений с применением боеприпасов объёмного взрыва с тем, чтобы «уничтожить заразу в воздушном пространстве на подступах к Российской Федерации».

### Генетическое оружие
22 января 2021 заявил: «США уже давно имеют доступ к российской национальной базе генетической информации с центром хранения в Вашингтоне. По заказу ВВС США ведётся активный сбор и вывоз за рубеж биологических материалов российских граждан, американские фармацевтические компании целенаправленно скупают биоматериалы, на постсоветском пространстве давно сооружены и активно проводят исследования десятки военных биолабораторий США в частности и стран НАТО в целом».

## Критика и инциденты

### Драка в Госдуме и обвинение в мелком хулиганстве
30 марта 2005 года участвовал в прекращении конфликта, произошедшего во время заседания Госдумы между депутатами от фракций ЛДПР и «Родина». Депутат Андрей Савельев от фракции «Родина» ударил Владимира Жириновского кулаком по лицу, после чего в конфликт вмешались депутаты из фракции ЛДПР (Игорь Лебедев, Сергей Абельцев и Алексей Островский). Генеральная прокуратура в связи с этим запросила Госдуму о снятии с участников конфликта неприкосновенности на период расследования, но согласия не получила.

### Осуждение помощника Абельцева за вымогательство
В 2005 году помощник Абельцева, Сергей Белозер был осуждён на 7 лет колонии строгого режима по обвинению в вымогательстве 600 тысяч долларов у председателя правления Эпин-банка. Несколько встреч с Натальей Кремлёвой, председателем правления Эпин-Банка Белозер провёл в кабинете Абельцева в Государственной думе. Во время следствия Белозер написал несколько писем генпрокурору Юрию Чайке, в которых утверждал, что якобы действовал по указанию Абельцева, который обещал ему защиту. Абельцев заявил, что Белозер его оговаривает: «Валерий Белозер прекрасно знает, что врёт. Когда меня допрашивали в Мосгорсуде в качестве свидетеля по делу Эпин-банка, он сам извинился передо мной за враньё, что и было зафиксировано в протоколе судебного заседания». По мнению сотрудников Генеральной Прокуратуры РФ, которые расследование этого дело, помощник депутата Абельцева являлся лишь низовым звеном, а организаторы системы вымогательства денег у банкиров остались на свободе, а дело в отношении них было выделено в отдельное производство.

### Обвинения в организации нападений на правозащитников
10 июня 2008 года группа молодых людей забросала яйцами руководителя Московской Хельсинкской группы Людмилу Алексееву и лидера движения «За права человека» Льва Пономарёва в ходе пресс-конференции, посвящённым пыткам и убийствам заключённых в колонии в Челябинской области. Пономарёв заявил: «Я виню в случившемся депутата Госдумы Сергея Абельцева, он присутствовал на пресс-конференции и координировал молодых людей».
11 марта 2009 г. вновь произошёл аналогичный инцидент на слушаниях по вопросу об избиениях заключённых (с участием Льва Пономарёва и других правозащитников, а также бывших заключённых). Из трёх лиц, забрасывавших яйцами правозащитников, один нападавший был задержан, при попытке задержать другого был избит журналист Орхан Джемаль. Он был избит неизвестными, приехавшими в автомобиле, в котором, по его словам, он заметил также Абельцева. Это дало основание для утверждений о причастности Абельцева к нападению на правозащитников. Со своей стороны сторонники Абельцева утверждали, что он не имеет никакого отношения к инциденту: «Он случайно проезжал мимо, увидел, как этот журналист пытался кого-то из молодых людей придушить. Остановился, решил помочь». При этом Абельцев дал интервью, в котором сделал заявление о смычке правозащитников с криминалитетом и о том, что «многие заключённые подались в правозащитники» и «они организуют эти праздничные „правозащитно-блатные сходняки“, чтобы продемонстрировать свою силу», после чего Межрегиональная правозащитная ассоциация «Агора» потребовало привлечь его к суду.

### Судебный процесс с Виктором Шендеровичем
Комментируя нападение на Л. Алексееву и Л. Пономарёва, сатирик В. А. Шендерович 14 июня 2008 года в радиопередаче «Плавленый сырок» назвал Абельцева животным и сравнил с отвратительными человекоподобными существами йеху из сатирического романа Джонатана Свифта «Путешествия Гулливера»:
Вы лицо депутата Абельцева себе представляете? А Людмилу Михайловну Алексееву? Ну, то-то. И как приятно знать, что наша законодательная власть — это именно Абельцев и ещё четыре с половиной сотни таких же йеху, а не восьмидесятилетняя маргиналка Алексеева, у которой ни значка с триколором, ни машины с мигалкой, ни бюджетного финансирования… Так вот, кстати, о наших йеху с Охотного ряда. Хамское нападение на двух немолодых людей животное Абельцев соорудило во вторник — наверное, уже в среду его осудила ихняя комиссия по этике… Нет? Тогда, может быть, в четверг? Ну, в пятницу — точно осудила! Нет? Вообще ни слова? Надо же. Стадо йеху. Читайте Свифта, а мне больше добавить нечего.
Абельцев, со своей стороны, направил Шендеровичу письмо, в котором указывал:
Вам как радиожурналисту, представителю особой лингвокультурной общности, по определению являющемуся экстравертной фигурой коммуникации, следует осторожнее, я бы сказал, бережнее относиться к вербальным формам и содержанию своей коммуникации.
Он отмечал, что считает высказывание Шендеровича «оскорбительным, развращающим общественную нравственность, недостойным культуры русской речи и, соответственно, предосудительными, то есть достойными осуждения и порицания», и заявлял, что намерен подать на Шендеровича в суд за оскорбление.

Шендерович в ответом письме подтвердил, что слово «животное» употребил именно в отмеченном Абельцевым словарном (по Далю) значении — «скотина; недостойный звания человека» и предложил депутату как можно скорее подать в суд, чтобы «приступить к исследованию в судебном заседании вопроса о том, является ли депутат Абельцев животным». Абельцев подал в Пресненский суд г. Москвы, обвиняя Шендеровича в оскорблении и требуя с него компенсацию в 1 миллион рублей. Шендерович в ответ заявил, что образ «тупого, агрессивного и наглого человекоподобного животного по имени „йеху“» является не оскорблением, а метафорой, касающейся оценки деятельности Абельцева как государственного чиновника (а не частного лица) и употреблённой «в контексте нравственной деградации человека».…. Характеризуя контекст, в котором упоминается имя политика Абельцева в российской прессе, создавая ему репутацию, Шендерович в своей речи утверждал, что:
Это: вымогательство, рейдерство, незаконное хранение оружия, угрозы жизни и здоровью людей, а также драка на заседании Государственной думы. В качестве собственно депутата, помимо мордобоя, г-н Абельцев запомнился россиянам рядом законодательных инициатив, в частности, предложениями:
— выслать из России все комиссии Евросоюза,
— дать спецслужбам парламентское поручение убить бывшего министра атомной энергетики Евгения Адамова; а также
— уничтожать перелётных птиц силами ПВО страны.

Хорошо было также предложение затравить бешеными собаками участников «Марша несогласных»…
Текст Шендеровича был направлен на психолингвистическую экспертизу. Экспертиза нашла, что слово «животное» в отношении Абельцева «более чем прилично», поскольку это слово есть в академических словарях. «Шендерович говорил литературным, русским языком. Это звучало не только прилично, но и избыточно прилично». 2 июля 2009 года суд отказал Абельцеву в иске за отсутствием в действиях Шендеровича состава преступления. Этот процесс вызвал широкий резонанс в СМИ и блогосфере.
По сути инцидента, исходя из документов суда, опубликованным на сайте Абельцева С. Н., оправдательный приговор в отношении Шендеровича был отменён, после чего Абельцев не стал продолжать судебное разбирательство. Пересказ анекдота о депутате Абельцеве можно услышать в концертах Шендеровича.

### Диссертация
В 1997 году защитил диссертацию на соискание учёной степени кандидата юридических наук на тему «Корысть и насилие тяжких преступлений против личности».
В 2001 году защитил диссертацию на соискание учёной степени доктора юридических наук на тему «Криминологическое изучение насилия и защита личности от насильственных преступлений».
Согласно анализу Диссернет в докторской диссертации Абельцева (научный руководитель Г. А. Аванесов) присутствуют недокументированные масштабные заимствования из трёх других диссертаций, а также кандидатской диссертации самого Абельцева. В свою очередь диссертация Абельцева послужила недокументированной «основой» для кандидатской диссертации тогдашнего заместителя секретаря Совета Безопасности России Владимира Васильева (научный руководитель — также Аванесов).

### Арест по подозрению в мошенничестве
18 июля 2024 года правоохранительные органы задержали Сергея Абельцева. Замоскворецкий суд арестовал его по делу о мошенничестве в особо крупном размере (ч. 4 ст. 159 УК РФ), по данным «Коммерсанта», Абельцев подозревается в мошенничестве на 10 млн рублей. Следствие считает, что Абельцев, сообщив ложные факты о своих связях с высокопоставленными лицами Госдумы, пообещал за денежное вознаграждение решить вопрос о трудоустройстве на пост помощника депутата.

## Высказывания
Об участниках «маршей несогласных»
Выходит шобла триста-четыреста человек и начинает диктовать всей России, бл… Ведь в Москве полно бешеных собак. Я предлагаю поймать этих бешеных собак, б…, и выпустить на эту толпу, б…» .
О заместителе госсекретаря США Ф. Гордоне
Рекомендовал бы, понимаете, этому зампредседателю, замруководителю администрации США поменять бы фамилию на более короткую, на обычный Гондон. Ну вот… И, вы знаете, открыть секс-шоп там, в Белом доме, и, в общем-то, торговать там фаллоимиторами, б…дь, а не заниматься, понимаете, хернёй, б…дь, то, о чем вы мне говорите… Президент США взял бы этого своего советника, Гордона или Гондона, как его там, понимаете, то есть… И помогал бы своей супруге сажать морковку, огурчики… То есть, вот… На грядках около Белого Дома…
Как стал политиком
Первым человеком, который толкнул меня в политику, был Якушин Иван Никитович, мой тогдашний руководитель, председатель колхоза. Он был депутатом Верховного Совета СССР, а я был его помощником и взаимодействовал с его коллегами. Именно тогда я многому научился у таких людей, как Язов Дмитрий Тимофеевич, Крючков Владимир Александрович. Они являлись для меня живым примером чести и достоинства, верности патриотическому долгу. Это люди очень высоких человеческих качеств.
О Владимире Жириновском
Когда я прочитал стенограмму выступления Жириновского перед депутатами Верховного Совета по поводу его выдвижения в президенты, то был потрясен глубиной его личности и сразу увидел будущее за этим человеком. Всe в его выступлении было созвучно моим ценностям. Я понял, что с этим человеком должен продолжить свою дальнейшую жизнь.
Про ЛДПР
Сейчас моя судьба неразрывно связана с Либерально-демократической партией и нашим председателем. Я человек команды и знаю свое место в строю. Я знаю, что никогда ни один одиночка не достигнет того, чего достигнет команда, коллектив. Совместный результат всегда выше. На сегодняшний день я очень благодарен тем людям, которые мне помогают, со мной взаимодействуют, являются моими единомышленниками. Они работают со мной бок о бок и ни разу не дали мне возможности усомниться в своей высокой порядочности и профессионализме.

## Награды
- Медаль ордена «За заслуги перед Отечеством» II степени (2011)[30];
- Медаль «За укрепление боевого содружества» (Министерство обороны России);
- Медаль «За отличие в военной службе» (Минобороны) (I, II, III степени);
- Медаль «За отличие в службе» (ФСИН) (I, II степени);
- Медаль «За воинскую доблесть» (Минобороны) (I, II степени);
- Медаль «За укрепление уголовно-исполнительной системы» (I, II степени);
- Медаль «За усердие» (Минюст России) (I, II степени);
- Медаль «За боевое содружество» (МВД России, 2006);
- Почётный знак «За заслуги в развитии парламентаризма»;
- Орден «За заслуги перед ЛДПР» I степени[31];
- Лауреат премии «Кремлёвский Грандъ» в номинации «Депутат года» (2007)[32];
- Благодарность Правительства Российской Федерации (6 мая 2008 года) — за заслуги в законотворческой деятельности и активное участие в развитии парламентаризма в Российской Федерации[33].